# Gaoual (prefectura)
Gaoual es una prefectura de la región de Boké de Guinea, con una población censada en marzo de 2014 de 193 612 habitantes. Está formada por las siguientes subprefecturas, que igualmente se muestran con población censada en marzo de 2014:
- Foulamory 10,174
- Gaoual 20,570
- Kakony 32,632
- Koumbia 46,419
- Kounsitel 18,457
- Malanta 14,173
- Touba 26,089
- Wendou M'Bour 25,098[1]